# Oskar Eklund (Othello)
Oskar Eklund, född den 6 mars 1997, är en svensk Othellospelare och matematiker.
Oskar Eklund är regerande svensk mästare i Othello och har vunnit SM totalt 5 gånger. Han har även ett flertal meriter inom internationell Othello. Bland annat blev han Nordisk Mästare 2017. Eklund är för närvarande rankad nr 2 i Sverige och 17 i Europa . Han har dessutom representerat Sverige i Othello-VM 5 gånger.
Oskar Eklund tog även ett SM-brons i U13-klassen i badminton 2010 . 
Oskar Eklund har en fil.kand examen i matematik vid Göteborgs Universitet från 2018 samt en master från masterprogrammet Engineering Mathematics and Computational Science vid Chalmers. Efter sin examen fortsatte han sina studier som doktorand vid institutionen för matematiska vetenskaper.

## Meriter i urval
- Guld Swedish Championship 2014, 2015, 2016, 2018, 2022[4].
- Guld Swedish Grand Prix 2016, 2017.
- Guld Nordic Championship 2017.
- Silver Swedish Championship 2012.
- Silver Swedish Grand Prix 2014.
- Silver Nordic Championship 2015.
- Silver Göteborg Othello Open 2019.
- Brons Swedish Grand Prix 2013, 2015.
- Deltagit i World Othello Championship 2013, 2015, 2016, 2017, 2018.